# 敦煌護軍
敦煌護軍，十六国时期官名。
北凉神玺二年（398年），在敦煌郡境内设置敦煌護軍，治敦煌（今甘肃省敦煌市西南），属沙州。段业时有敦煌護軍郭谦。天玺二年（400年），西凉夺得敦煌护军。李玄盛以宋繇为右将军，领敦煌護軍。玄始十年（421年），敦煌護軍被北凉占领。北魏灭北凉，废除敦煌護軍。